# Azmeraw Bekele Molalign
Azmeraw Bekele Molalign (22 de enero de 1986) es un corredor de larga distancia etíope que participa en competiciones sobre asfalto y campo. 
Se dio a conocer en 2010 tras una exitosa temporada de cross: victoria en el Sululta Cross Country con el Federal Prisons team, marcó un récord en el Medio maratón de Marrakech con un tiempo de 1:00:57 y ganó por sorpresa el Jan Meda Cross Country, que le permitió entrar en el equipo nacional para el Campeonato Mundial de Campo a Través de 2010. En este evento, terminó el 21.º, consiguiendo así la medalla de bronce para el equipo masculino etíope, compuesto por Gebregziabher Gebremariam, Abera Kuma and Hunegnaw Mesfin.
Ese mismo año compitió también en pruebas sobre asfalto, obteniendo el primer puesto en la Corrida de Langueux 10 k con un tiempo de 28:13 minutos (la segunda mejor marca del evento), en el campeonato nacional de 30 km en octubre y en el Great Ethiopian Run 10 k un mes después. Una semana después, regresó a Francia y debutó en la modalidad de maratón en la ciudad de La Rochelle, terminando como subcampeón con un tiempo de 2:10:25 horas.
En 2011 obtuvo su mejor marca personal (59:39 min) en el medio maratón de City-Pier-City Loop de La Haya, pese a terminar segundo detrás de su compatriota Lelisa Desisa, mejorando su tiempo de la Media Maratón Villa de Santa Pola de enero en casi un minuto (1:00:32 h) .
Obtuvo su primer título nacional sobre pista en 40.º Campeonato de Atletismo de Etiopía, venciendo a Dino Sefer en los 10 000 metros. Corrió en el Marseille-Cassis Classique Internationale de 2011, donde perdió la primera posición tras detenerse antes de la meta al confundir un lector de tiempo con la línea de llegada. Sin embargo, terminó segundo después de Atsede Tsegay. En el Medio Maratón de Ras al-Jaima de 2012 terminó segundo, a nueve segundos de Denis Kipruto Koech.

## Mejores marcas personales
- 10 k - 27:43 min (2010)
- Medio Maratón - 59:39 min (2011)
- Maratón - 2:10:25 h (2010)